# 北海道道115号芦別砂川線
北海道道115号芦別砂川線（ほっかいどうどう115ごう あしべつすながわせん）は、北海道芦別市と砂川市を結ぶ道道（主要地方道）である。

## 概要

### 路線データ
- 起点：北海道芦別市上芦別町（国道38号交点）
- 終点：北海道砂川市東1南5（国道12号交点）
- 総延長：37.347 km
- 実延長：30.485 km
- 重用延長：6.862 km

### 道路管理者
- 空知総合振興局 札幌建設管理部 滝川出張所

## 歴史
- 1982年（昭和57年）9月30日 - 1012号として路線認定[1]。
芦別市 - 上砂川町本町は道道690号西芦別上砂川線から、上砂川町中央 - 砂川市は道道23号赤平砂川線の一部からの昇格である。道道23号の残り区間は道道1011号赤平奈井江線（現114号）に認定された。
- 1993年（平成5年）5月11日 - 建設省から、道道芦別砂川線が芦別砂川線として主要地方道に指定される[2]。
- 1994年（平成6年）10月1日 - 路線番号を115号に変更[3]。
- 2008年（平成20年）3月21日 - 国道38号芦別バイパス全通により、旧道区間の一部が本路線に編入される[要出典]。
- 2017年（平成29年）4月1日 - 国道452号旧道の一部（芦別市北1条 - 芦別市本町）が国道の指定を外れ、当路線に編入[4]。

## 路線状況

### 重複区間
- 国道452号（芦別市本町 - 芦別市西芦別町）
- 北海道道114号赤平奈井江線（上砂川町字上砂川）

### 長期通行止め区間
芦別市西芦別町（国道452号交点）から歌志内市西山までの19キロメートル (km) 区間は土砂崩れのため通年通行止めが続いている。
現在閉鎖中の無重力科学館及びコンベンションホールの道の駅化を目指すにあたって、上記区間の早期開通を上砂川町が道に要望している。

### 道路施設

#### 常設型ゲート
- ゲート（歌志内市字西山）

## 地理

### 通過する自治体
- 空知総合振興局
  - 芦別市
  - 歌志内市
  - 空知郡上砂川町
  - 砂川市

### 交差する道路
芦別市
- 国道38号 - 上芦別町（起点）
- 国道452号 - 本町、西芦別町（重複）

上砂川町
- 北海道道114号赤平奈井江線 - 字上砂川（重複）

砂川市
- E5 道央自動車道 砂川吉野バスストップ - 南吉野町
- 北海道道1130号砂川奈井江美唄線 - 吉野
- 国道12号 - 東1南5（終点）

### 沿線にある施設など
芦別市
- 小林英一記念美術館
- 西芦別中央公園
- 西芦別郵便局

上砂川町
- 上砂川岳温泉パンケの湯
- 上砂川奥沢キャンプ場
- 上砂川炭山郵便局
- 町立診療所
- かみすながわ炭鉱館
- 上砂川町無重力科学館
- 北門信用金庫上砂川支店
- 砂川地区広域消防組合砂川消防署上砂川支所
- 上砂川郵便局
- 上砂川町役場
- 上砂川町立上砂川中央小学校
- 上砂川町立上砂川中学校
- 上砂川鶉郵便局

砂川市
- 北海道砂川高等学校
- 砂川市立砂川中学校
- 滝川警察署砂川警察庁舎